# Jacques Mathieu Delpech

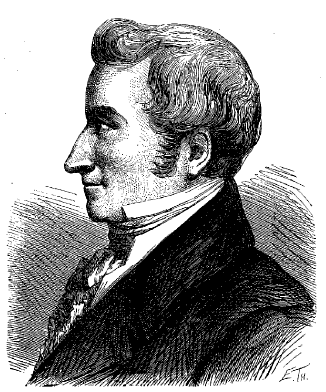
Jacques Mathieu Delpech (1777-1832

Jacques Mathieu Delpech (ur. 2 października 1777 w Tuluzie, zm. 28 października 1832 w Montpellier) – francuski lekarz i chirurg. Od 1832 roku był profesorem uniwersytetu w Montpellier. W 1816 wykonał pionierską operację ścięgna Achillesa. Dokonał przecięcia w stopie końsko-szpotawej. Zaproponował zmianę nazwy z ortopedia na ortomorfia. Udowodnił, że choroba Potta ma gruźlicze pochodzenie. Prowadził również badania nad zgorzelą.